# 立谷沢村
立谷沢村（たちやざわむら）は、かつて山形県東田川郡にあった村。

## 沿革
- 1889年（明治22年）4月1日 - 町村制施行に伴い東田川郡立谷沢村、肝煎村、科沢村が合併し、立谷沢村が発足[2]。
- 1954年（昭和29年）10月1日 - 東田川郡狩川町、清川村と合併し、立川町となり消滅[3]。

## 地名
590年代に羽黒山を訪れた蜂子皇子から、大字立谷沢に「鉢子」、大字肝煎に「須部野新田」という小字が残っている。
- 大字立谷沢
- 大字肝煎（）
- 大字科沢

## 村長
- 加藤金四郎[6]
- 村上元兵衛[7]
- 阿部春治[8]
- 阿部謹吾[9]
- 酒井啓太郎[10]
- 秋葉五治[11]

## 人口
1950年国勢調査による。
- 世帯数：476戸
- 人口：3,194人
- 人口密度：20人/km2
- 男女比：女性100人に対し男性102.5人

## 産業
農業戸数は1953年時点で352戸、うち専業農家は155戸であった。米の年間収穫高は1939年で349,911円であった。

## 教育
1953年時点

### 小学校
- 学校数：本校1校、分校4校
- 学級数：18組
- 児童数：394人

### 中学校
- 学校数：本校1校、分校1校
- 学級数：7組
- 生徒数：189人